# ابومحمد مرتعش نیشابوری
ابومحمد عبدالله نیشابوری ملقب به مرتعش، عارف و صوفی اهل نیشابور در اواخر قرن سوم و اوایل قرن چهارم هجری قمری بوده‌است.

## زندگی
مرتعش از حیره (نیشابور) قدیم بود و بعدها در شهر بغداد ساکن شد و در مسجد شونیزیه امام جماعت بود. تاریخ تولد او مشخص نیست. او بسیار سفر کرد و با افراد و مشایخ معروفی از جمله ابراهیم قصار در شهر رقه، ابوحفص حداد، ابوعثمان حیری و جنید بغدادی دیدار و مصاحبت داشت. بنابر گفته خود مرتعش، استادش در تصوف جنید، در علم فقه ابوالعباس سریج، در ادب ثعالبی و در علم حدیث ابراهیم حربی بوده‌است.
عبدالرحمن جامی، درباره توبه کردن و روی آوردن مرتعش به طریق تصوف، گفته‌است که او در ایام نوجوانی در نیشابور دهقان بود. روزی جوانی از او چیزی خواست و مرتعش او را از در راند و با او تندی کرد. سپس به خود آمد و از کرده خود پشیمان شد. چون شب رسید، علی بن ابیطالب و آن جوان را در خواب دید که به وی اشاره و او را سرزنش می‌کردند. علی به او گفت: «ان الله لایجیب مانع سائله.» پس از آن که از خواب برخاست توبه کرد و طریق عرفان در پیش گرفت. مرتعش نیشابوری به سبب سفرها و مجاهدات و ریاضت‌های فراوان و خصوصاً کلمات قصار و نکات صوفیانه‌اش مشهور بود. در این‌باره معروف است که می‌گویند:
عجایب بغداد سه‌است: اشارات شبلی، نکته مرتعش و حکایت جعفر خلدی
شیخ فریدالدین عطار نیشابوری، ضمن بیان شرح حال مرتعش نیشابوری در تذکرة الاولیاء نوشته‌است: «نقل است که گفت، سیزده حج کردم به توکل، چون نگه کردم همه بر هوای نفس بود، گفتند، چون دانستی؟ گفت از آن که مادرم گفت سبویی آب آر، بر من گران آمد، دانستم که آن حج بر شره شهوت بود و هوای نفس.»